# Takarai
Takarai is een bestuurslaag in het regentschap Belu van de provincie Oost-Nusa Tenggara, Indonesië. Takarai telt 466 inwoners (volkstelling 2010).